# Annales de chimie et de physique

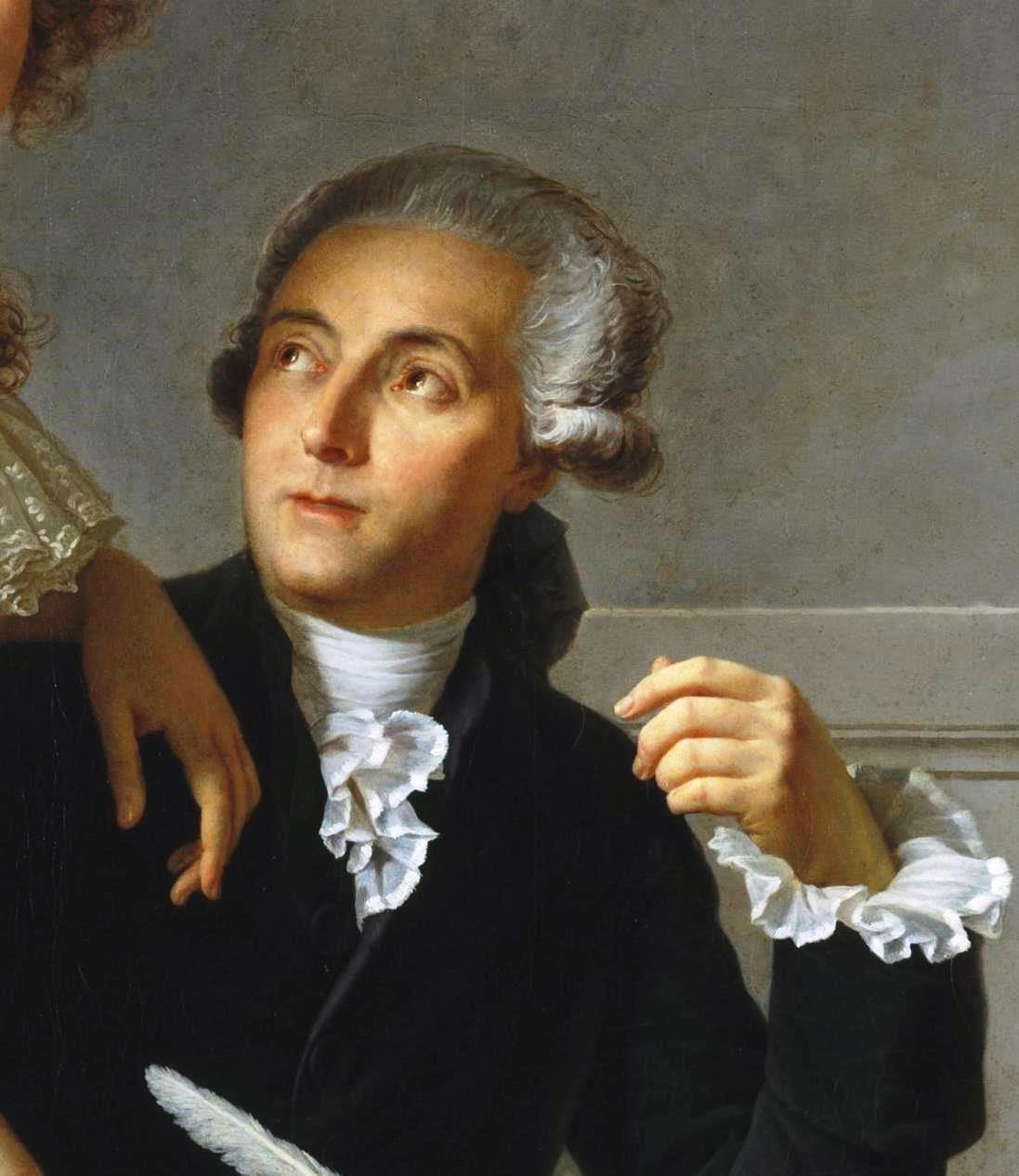
Antoine Lavoisierlà một trong những biên tập viên đầu tiên của tạp chí

Annales de chimie et de physique (tiếng Anh: Annals of Chemistry and of Physics, tiếng Việt: Biên niên sử Hóa học và Vật lý) là một tạp chí khoa học được thành lập ở Paris, Pháp, vào năm 1789 với tên gọi Annales de chimie. Một trong những biên tập viên đầu tiên là nhà hóa học người Pháp Antoine Lavoisier. Vào năm 1815, nó trở thành Annales de chimie et de physique, và được xuất bản dưới tên đó trong 100 năm tiếp theo.
Tới năm 1914, nó được chia thành 2 tạp chí kế nhiệm. Đầu tiên là Annales de physique, vẫn còn được EDP Sciences xuất bản với cùng tên gọi cho tới năm 2009, rồi được tích hợp vào trong Tạp chí Vật lý Châu Âu (European Physical Journal) với tên Tạp chí Vật lý Châu Âu H - Quan điểm Lịch sử về Vật lý Đương đại (European Physical Journal H|European Physical Journal H - Historical Perspectives on Contemporary Physics). Tạp chí thứ hai, Annales de chimie, sau này trở thành Annales de chimie: Science des matériaux vào năm 1978; từ năm 1998 tới năm 2004, nó được xuất bản trực tuyến bởi Elsevier, và từ năm 2004, nó được quản lý trực tuyến bởi công ty xuất bản Lavoisier.

## Danh sách
- Danh sách các ấn phẩm định kì của Đại học Oslo Lưu trữ ngày 23 tháng 2 năm 2009 tại Wayback Machine - bao gồm các danh sách:
  - Annales de chimie - 1789–1800, 1914–1977
  - Annales de chimie et de physique - 1816–1913
  - Annales de chimie - science des matériaux - 1978–1998
- Danh sách các ấn phẩm định kì của Royal Society of Chemistry - bao gồm các danh sách:
  - Annales de Chimie - Science des Matériaux  1789–1815;1914–2004, vols 1–96, [9]1–29
  - Annales de Chimie et de Physique 1816–1913, series [2]–[8].
- National Library of Australia: entry for Annales de chimie - science des matériaux (1978–nay)
- National Library of Australia: entry for Annales de physique (1914–nay)